# Fritz Cejka
Friedrich Cejka, detto Fritz (Korneuburg, 3 luglio 1928 – Korneuburg, 26 novembre 2020), è stato un calciatore austriaco, di ruolo attaccante.

## Carriera
Fu capocannoniere del campionato austriaco nel 1960.